# Gouzangrez
Gouzangrez és un municipi francès, situat al departament de Val-d'Oise i a la regió d'Illa de França. L'any 2007 tenia 162 habitants.
Forma part del cantó de Pontoise, del districte de Pontoise i de la Comunitat de comunes Vexin centre.

## Demografia

### Població
El 2007 la població de fet de Gouzangrez era de 162 persones. Hi havia 56 famílies, de les quals 8 eren unipersonals (4 homes vivint sols i 4 dones vivint soles), 16 parelles sense fills, 28 parelles amb fills i 4 famílies monoparentals amb fills.
La població ha evolucionat segons el següent gràfic:
Habitants censats

### Habitatges
El 2007 hi havia 65 habitatges, 58 eren l'habitatge principal de la família, 2 eren segones residències i 5 estaven desocupats. Tots els 65 habitatges eren cases. Dels 58 habitatges principals, 49 estaven ocupats pels seus propietaris, 8 estaven llogats i ocupats pels llogaters i 1 estava cedit a títol gratuït; 1 tenia dues cambres, 2 en tenien tres, 13 en tenien quatre i 42 en tenien cinc o més. 46 habitatges disposaven pel capbaix d'una plaça de pàrquing. A 16 habitatges hi havia un automòbil i a 37 n'hi havia dos o més.

### Piràmide de població
La piràmide de població per edats i sexe el 2009 era:
| Homes | Edats   | Dones |
| ----- | ------- | ----- |
| 0     | 95 o +  | 0     |
| 0     | 90 a 94 | 0     |
| 0     | 85 a 89 | 0     |
| 0     | 80 a 84 | 0     |
| 4     | 75 a 79 | 8     |
| 0     | 70 a 74 | 0     |
| 4     | 65 a 69 | 4     |
| 4     | 60 a 64 | 4     |
| 0     | 55 a 59 | 0     |
| 8     | 50 a 54 | 8     |
| 4     | 45 a 49 | 4     |
| 16    | 40 a 44 | 4     |
| 8     | 35 a 39 | 16    |
| 8     | 30 a 34 | 8     |
| 0     | 25 a 29 | 0     |
| 0     | 20 a 24 | 0     |
| 4     | 15 a 19 | 0     |
| 16    | 10 a 14 | 4     |
| 12    | 5 a 9   | 16    |
| 4     | 0 a 4   | 12    |

## Economia
El 2007 la població en edat de treballar era de 113 persones, 94 eren actives i 19 eren inactives. De les 94 persones actives 91 estaven ocupades (46 homes i 45 dones) i 3 estaven aturades (3 homes). De les 19 persones inactives 1 estava jubilada, 12 estaven estudiant i 6 estaven classificades com a «altres inactius».

### Ingressos
El 2009 a Gouzangrez hi havia 61 unitats fiscals que integraven 166 persones, la mediana anual d'ingressos fiscals per persona era de 26.735 €.

### Activitats econòmiques
Dels 5 establiments que hi havia el 2007, 1 era d'una empresa de fabricació d'altres productes industrials, 1 d'una empresa de transport, 1 d'una empresa d'informació i comunicació i 2 d'empreses de serveis.

## Equipaments sanitaris i escolars
El 2009 hi havia una escola maternal.

## Poblacions més properes
El següent diagrama mostra les poblacions més properes.